# Ren Hayakawa
Ren Hayakawa (Japans: 早川 漣, Hayakawa Ren), geboren als 'Eom Hye-ryeon (Koreaans: 엄혜련)  (Anyang, 24 augustus 1987) is een Japans boogschutster.

## Carrière
Hayakawa nam deel aan de Olympische Zomerspelen waar ze brons won met de Japanse ploeg en individueel de derde ronde waar ze verloor van Ki Bo-bae. Ze won een aantal medailles in de World Cup.

## Erelijst

### Olympische Spelen
- 2012:  Londen (team)

### World Cup
- 2012:  Shanghai (gemengd)
- 2014:  Antalya (individueel)
- 2014:  Shanghai (team)
- 2017:  Shanghai (individueel)
- 2017:  Berlijn (gemengd)
- 2018:  Salt Lake City (team)